# Король былого и грядущего
«Король былого и грядущего» (англ. The Once and Future King) — тетралогия английского писателя Теренса Хэнбери Уайта (1906—1964), одна из самых знаменитых и необычных книг жанра «фэнтези», наряду с эпопеей Дж. Р. Р. Толкина «Властелин Колец» и трилогией «Горменгаст» Мервина Пика. Романы написаны на основе британских легенд и мифов о короле Артуре, его учителе, волшебнике Мерлине и рыцарях Круглого стола и представляют собой сочетание фантастической сказки и истории, трагедии и юмора.
Романы тетралогии легли в основу бродвейского мюзикла «Камелот» (1960) и снятого по нему одноимённого фильма (1967).
Состоит из следующих произведений:
- Меч в камне (1938)
- Царица воздуха и тьмы (1939)
- Рыцарь, совершивший проступок (1940)
- Свеча на ветру (1958)